# 垫江体育馆
垫江体育馆，或称为垫江体育场，位于重庆市垫江县。

## 历史
于2010年3月修建，2012年9月完工，2012年12月18启用，总建筑面积约12083.8平方米，建筑高度为24米。体育馆由车库和设备用房、观众席和门厅、服务用房、体校用房、比赛场地等单元组成，设置观众席位2998个，同时配置残疾人坐席7个，活动座席828个，可同时容纳4000观众。

## 用途
垫江体育馆主要服务于比赛，可承接篮球、排球、手球、羽毛球、乒乓球等多种赛事，同时可作为垫江县青少年业余体校教学训练功能，还可举办各类较大活动，如大型会议、文艺演出、展览展出等

## 举办的赛事
- 2015年全国技巧锦标赛
  - 2015年全国技巧锦标赛是国家体育总局年度计划赛事，由国家体育总局体操运动管理中心、重庆市体育局、垫江县人民政府主办。
  - 大赛历时7天，共计300多名运动员参赛，产生160枚金牌。
  - 大赛设有男子双人、女子双人、混合双人、女子三人、混合三人、男子四人、混合四人以及集体技巧等8个项目5个级别的比赛，分为儿童组、少年组、青年组和成年组等4个组别进行角逐[2]。